# Rosario Castro Lozano
María del Rosario Castro Lozano (n. 1957), conocida como Rosario Castro Lozano, es una política mexicana, miembro del Partido Acción Nacional. Ha sido Presidenta Municipal de Ciudad Lerdo, en dos ocasiones. Su primera gestión a cargo de ese ayuntamiento fue en 1995, con lo que se convirtió en la primera mujer de la oposición en ser alcaldesa de un municipio duranguense y la primera en derrotar al partido oficialista, el Partido Revolucionario Institucional, en una elección municipal en la próspera región de la Comarca Lagunera, que incluye además a los municipios de Torreón, Coahuila, y Gómez Palacio, Durango.

## Biografía
Rosario Castro es hermana del político panista Juan de Dios Castro Lozano, ha sido diputada al Congreso de Durango y candidata a la gubernatura del estado en las elecciones de 1998, ganadas por el priista Ángel Sergio Guerrero Mier. En el 2004, fue elegida, por un amplio margen de la votación, alcaldesa de Ciudad Lerdo por segunda vez para el periodo 2004 - 2007, y se convirtió así en la primera mujer en ser dos veces presidenta municipal de un municipio duranguense. Ha sido consejera nacional del Partido Acción Nacional y miembro del Comité Ejecutivo Nacional del mismo en la gestión partidista de Felipe Calderón Hinojosa, Manuel Espino, Luis Felipe Bravo Mena y Gustavo Madero. Se desempeñó como coordinadora nacional del Inafed, de la Secretaría de Gobernación durante la administración del presidente Felipe Calderón, así como Presidenta Nacional de la Agenda desde lo Local. Fue Contralora Estatal de septiembre del 2016 a febrero del 2018 en el Gobierno del Estado de Durango, durante la administración del Dr. José Rosas Aispuro Torres. En el mes de julio del 2018 fue designada Coordinadora General del Gabinete del Gobierno Estatal, cargo que actualmente desempeña.[cita requerida]
Desde mayo de 2019, fue designada como Presidenta del Comité Estatal de Información, Estadística y Geografía de Durango

## Obras
Rosario Castro Lozano es considerada por muchos lerdenses y duranguenses, así como líderes de opinión, como la mujer más popular de la vida política de su estado y la mujer con mayor trascendencia y capacidad partidista en la política del estado de Durango y de la Comarca Lagunera.[cita requerida]
Ha sido directora jurídica de la empresa Rocame y Asociados, y Consultora de Líderes de Gobierno Municipal. Es también articulista de diversos medios de comunicación, así como analista político en HP y Estéreo Lobos en Durango, Durango. Se desempeña como conferencista de tópicos políticos y de desarrollo humano. En el 2014, presidió el Colegio Metropolitano de Licenciados en Derecho, A.C.[cita requerida]
Además cuenta con dos libros de su autoría como son: "Durango en el Siglo XXI" y "Juan de Dios Castro Lozano, en los márgenes de un Mundo Convulso".